# 1910 في الجزائر
الأحداث من عام 1910 في الجزائر.